# Носухи
Носухи, или коати (лат. Nasua) — род небольших млекопитающих семейства енотовых, распространённых на обоих американских континентах. Их испанское, французское и английское название «коати» происходит от одного из местных индейских языков.

## Описание
Носухи названы так за небольшой подвижный хоботок, образованный передней частью верхней губы и удлинённым носом. Длина тела 41–67 см, хвоста 32–69 см. Масса около 11 кг. Туловище удлинённое, конечности средней высоты, передние короче задних. Хвост очень длинный. Шерсть короткая, мягкая или высокая и несколько более грубая. Окраска спины рыжевато-бурая, рыжевато-буро-серая или чёрная, брюхо черноватое или тёмно-бурое. Морда, щёки и горло обычно беловатые, лапы черноватые. На морде бывают чёрные пятна. Хвост в более светлых и тёмных, чем окрас туловища, кольцах. Продолжительность жизни в природе 7–8 лет, в неволе до 14–15 лет.
Носухи распространены почти по всей Южной Америке, по всей Центральной Америке, почти по всей Мексике, кроме полуострова Калифорния и центральных районов страны; в США — юго-восток Аризоны, юго-запад Нью-Мексико, крайний юг Техаса.
Обитают носухи в основном в тропических лесах, однако встречаются и на краю пустынь. Носухи всеядны, но предпочитают мясную пищу. В отличие от других енотовых, ведущих ночной образ жизни, носухи активны круглосуточно и особенно днём. Обычно держатся группами от 5–6 до 40 особей.
Самки и детёныши живут в группах, а самцы держатся поодиночке. В брачный сезон самцы навещают группы самок и с помощью чистки шерсти и других жестов пытаются завоевать симпатии самок для спаривания, после чего снова уходят. После беременности продолжительностью около 77 дней самка рожает от двух до шести детёнышей.

## Виды
К роду носух относятся два вида:
- Nasua narica Linnaeus, 1766 — Коати;
- Nasua nasua Linnaeus, 1766 — Обыкновенная носуха.

Ещё один вид носух — горная носуха (Nasuella olivacea) — встречающийся лишь в долинах Анд северо-запада Южной Америки, относится к отдельному роду горных носух (Nasuella).
Также носухи легко приручаются людьми и могут быть домашними питомцами.
Российский антрополог Станислав Дробышевский назвал носух «идеальными кандидатами на разумность» в связи с древесным образом жизни, социальностью и развитыми конечностями.